# Wieruszów
Wieruszów – miasto w województwie łódzkim, na ziemi wieluńskiej, na Wysoczyźnie Wieruszowskiej, nad Prosną, Niesobem i Brzeźnicą. Siedziba powiatu wieruszowskiego i gminy Wieruszów.
Prywatne miasto szlacheckie lokowane w 1368 roku położone było w XVI wieku w województwie sieradzkim. W latach 1975–1998 w województwie kaliskim.
Według danych GUS z 31 grudnia 2019 r. miasto miało 8517 mieszkańców.

## Położenie geograficzne: na styku krain
Wieruszów, w ujęciu fizycznogeograficznym, zajmuje unikalną pozycję na mapie Polski. Zgodnie z powszechnie przyjętą regionalizacją Jerzego Kondrackiego, miasto leży w obrębie mezoregionu znanego jako Próg Wieruszowski (318.21). Stanowi on kluczowy element łączący makroregion Wyżyny Śląsko-Krakowskiej (341) z makroregionem Nizin Środkowopolskich (318).
Próg Wieruszowski jest formą terenu o charakterze progu denudacyjnego, co oznacza, że powstał w wyniku długotrwałych procesów niszczenia (denudacji) starszych, wyżej położonych warstw skalnych. Rozciąga się on w przybliżeniu wzdłuż osi północny zachód – południowy wschód, stanowiąc wyraźną granicę morfologiczną. Od południowego zachodu oddziela Nizinę Śląską (a konkretnie jej mezoregion, Równinę Oleśnicką) od położonej na północnym wschodzie Wysoczyzny Kaliskiej. Co istotne, próg ten stanowi również północno-wschodnie ograniczenie zasięgu plejstoceńskich lądolodów stadiału Warty, co ma fundamentalne znaczenie dla rzeźby i budowy geologicznej tego obszaru. Rzeźba terenu w obrębie progu jest urozmaicona, z deniwelacjami sięgającymi kilkudziesięciu metrów, co kontrastuje z bardziej monotonnymi równinami sąsiednich krain.
Taka lokalizacja sprawia, że Wieruszów leży na styku odmiennych jednostek geograficznych:
- Od południa i zachodu graniczy z pasem nizin, będących częścią rozległej Niziny Śląskiej.
- Od północy i wschodu sąsiaduje z wysoczyznami polodowcowymi, wchodzącymi w skład Nizin Środkowopolskich.
- W szerszym kontekście, stanowi północne "przedpole" dla pasa starych gór i wyżyn, w tym Wyżyny Śląskiej.

To przejściowe położenie miało i ma do dziś istotny wpływ nie tylko na warunki przyrodnicze (gleby, sieć wodną, szatę roślinną), ale również, historycznie, na przebieg szlaków komunikacyjnych i osadnictwo, czyniąc z ziemi wieruszowskiej naturalny korytarz i strefę kontaktową.

## Charakterystyka współczesna: Dane administracyjne i geograficzne
Współcześnie Wieruszów pełni funkcję stolicy powiatu wieruszowskiego w województwie łódzkim. Samo miasto, zajmujące powierzchnię 5,98 km², według danych z ostatnich lat liczy niespełna 9 tysięcy mieszkańców. Cała gmina miejsko-wiejska Wieruszów obejmuje obszar 97,31 km² i jest zamieszkiwana przez około 14 000 osób. Analiza struktury użytkowania gruntów na terenie gminy ukazuje jej rolniczo-leśny charakter. Użytki rolne stanowią dominującą część, zajmując 6700 ha, co odpowiada 68,8% całkowitej powierzchni. Tereny leśne pokrywają 2030 ha (20,9%), natomiast pozostałe 10,3% (ok. 1000 ha) to grunty przeznaczone pod zabudowę, infrastrukturę komunikacyjną, wody oraz nieużytki.

## Historia

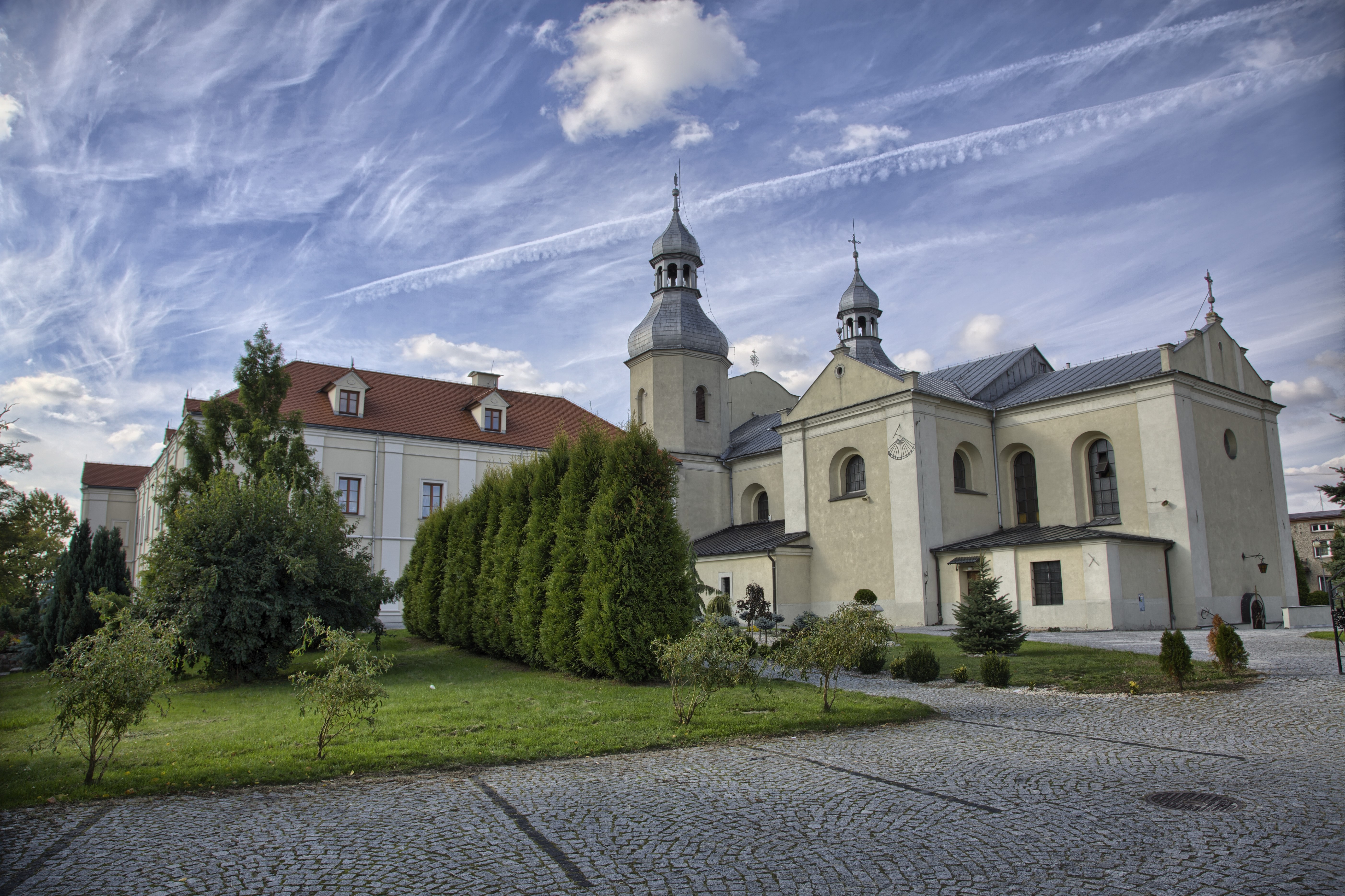
Kościół i klasztor oo. Paulinów Ducha Świętego

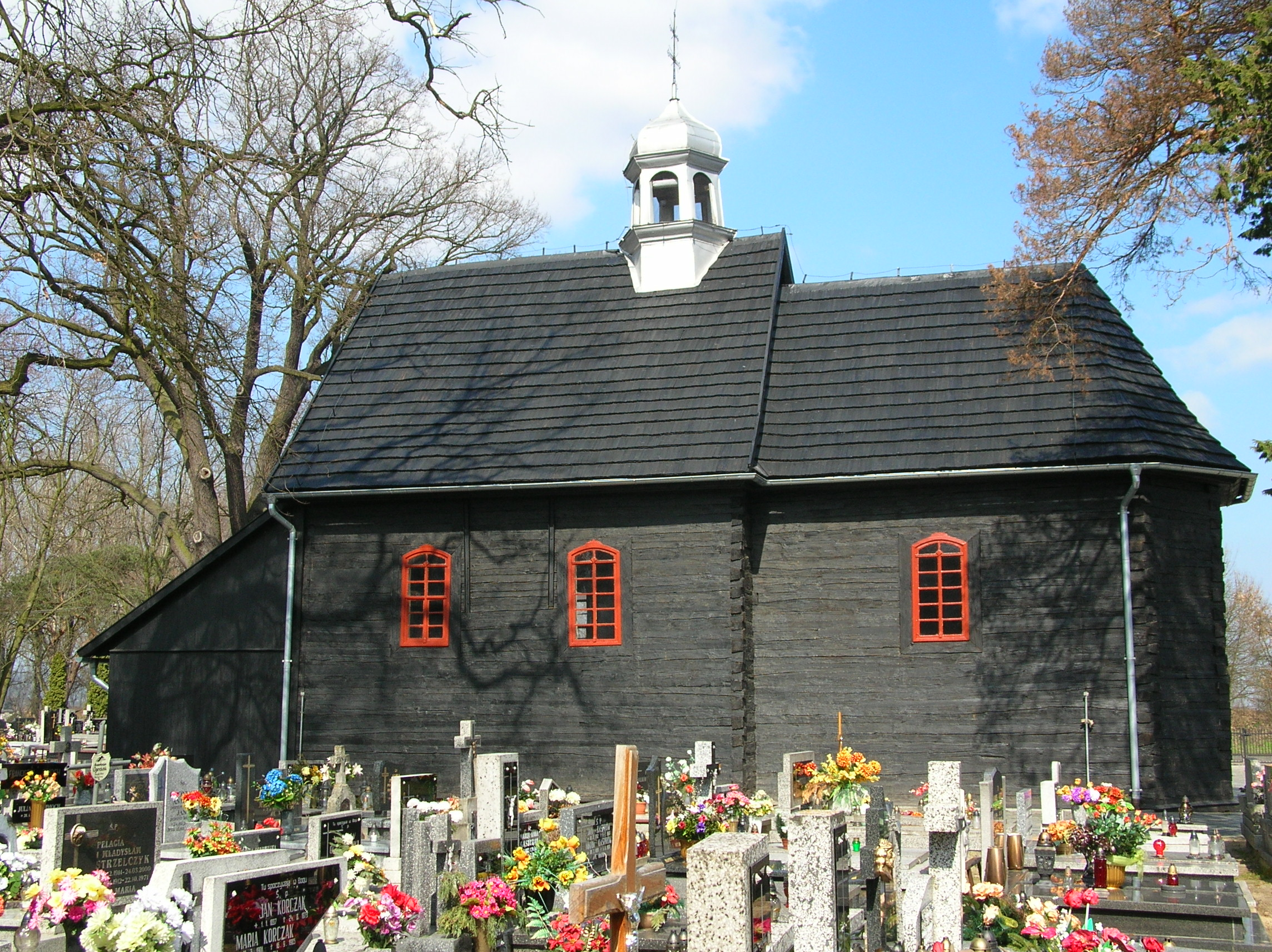
Kościół pw. św. Rocha w Kuźnicy Skakawskiej

### Od pradziejów do antycznej hipotezy
Ślady najstarszej aktywności ludzkiej w rejonie Wieruszowa sięgają epoki kamienia, jednak to epoka brązu i wczesna epoka żelaza pozostawiły po sobie najbardziej wyraziste świadectwa. Badania archeologiczne potwierdziły istnienie w widłach Prosny i Niesobu ufortyfikowanego grodu, związanego z kulturą łużycką (ok. 1300–400 p.n.e.). Zachowane do dziś wały obronne są materialnym dowodem na istnienie w tym miejscu wczesnego centrum osadniczego o charakterze obronnym.
Intrygującą, choć wciąż dyskutowaną w nauce hipotezą, jest próba identyfikacji tego obszaru z jedną z lokalizacji wymienionych przez aleksandryjskiego geografa Klaudiusza Ptolemeusza w jego dziele Geografia (II w. n.e.). Opisując przebieg szlaku bursztynowego, Ptolemeusz umieścił na wschód od Germanii Wielkiej, wzdłuż rzeki Kalisia (utożsamianej z Prosną), dwie osady: Kalisia (powszechnie łączona z Kaliszem) oraz położone bardziej na południe Arsonium. Część badaczy wysuwa tezę, że Arsonium mogło odpowiadać lokalizacji wspomnianego grodu kultury łużyckiej, który stanowiłby pierwotny ośrodek osadniczy na terenie późniejszego Wieruszowa. Należy jednak podkreślić, że identyfikacja ta, z powodu skąpego materiału źródłowego, pozostaje w sferze naukowych spekulacji.

### Średniowiecze: Narodziny miasta rodu Wieruszów
Po okresie upadku grodu łużyckiego następuje luka źródłowa, trwająca aż do późnego średniowiecza. Ponowne pojawienie się Wieruszowa na kartach historii wiąże się z rodem rycerskim Wieruszów, herbu Wieruszowa, który przybył na te tereny prawdopodobnie ze Śląska. Od ich nazwiska rodowego miejscowość przyjęła swoją nazwę. Pierwsza pewna wzmianka źródłowa o Wieruszowie pochodzi z 1368 roku. Przez stulecia miasto miało charakter prywatny, stanowiąc własność potężnych rodów, m.in. Wieruszów, a później Wieluńskich i Tomickich. Jego strategiczne położenie na szlakach handlowych łączących Wielkopolskę ze Śląskiem sprzyjało rozwojowi, ale jednocześnie narażało je na liczne najazdy, zwłaszcza ze strony książąt śląskich dążących do ekspansji terytorialnej. Poważne zniszczenia dotknęły miasto również w okresie wojny północnej (1700–1721), kiedy to przemarsze i rekwizycje wojsk szwedzkich, saskich i rosyjskich doprowadziły do jego ruiny gospodarczej.

### Pod zaborami: Miasto na granicy dwóch imperiów
W wyniku II rozbioru Rzeczypospolitej w 1793 roku Wieruszów został włączony do Królestwa Prus. Jednakże to postanowienia kongresu wiedeńskiego w 1815 roku w sposób fundamentalny zdefiniowały losy miasta na ponad sto lat. Na rzekach Prośnie i Niesobie wytyczono granicę między Królestwem Prus a autonomicznym Królestwem Polskim (tzw. Kongresówką), pozostającym w unii personalnej z Imperium Rosyjskim. W ten sposób Wieruszów stał się miastem granicznym po stronie rosyjskiej, zaś jego zachodnie przedmieście, Podzamcze, znalazło się w granicach Prus i otrzymało urzędową nazwę Wilhelmsbrück. Ten podział odcisnął trwałe piętno na charakterze miasta, czyniąc je ważnym punktem tranzytowym i, w okresach powstań narodowych, kluczowym ośrodkiem przerzutu broni, literatury i emisariuszy na teren zaboru rosyjskiego. W latach 1816–1870 Wieruszów pełnił funkcję miasta powiatowego. W ramach represji po upadku powstania styczniowego, ukazem carskim z 1870 roku, Wieruszów, podobnie jak wiele innych miast w Królestwie Polskim, utracił prawa miejskie.

### XX wiek: Odrodzenie, tragedia i odbudowa
Po odzyskaniu przez Polskę niepodległości w 1918 roku, Wieruszów powrócił w granice odrodzonego państwa. Już w 1919 roku odzyskał prawa miejskie, co symbolizowało jego powrót do dawnej rangi. W tym samym roku zamek wieruszowski uległ uszkodzeniu w trakcie walk z niemiecką formacją paramilitarną Grenzschutz Ost.
Okres II wojny światowej stanowi najtragiczniejszy rozdział w dziejach miasta. We wrześniu 1939 roku, w wyniku niemieckiej agresji, miasto doznało ogromnych zniszczeń – powojenne szacunki mówiły o zniszczeniu 60% zabudowy. Okupant niemiecki prowadził politykę terroru wobec ludności polskiej, dokonując publicznych egzekucji i wywózek do obozów koncentracyjnych, w tym do KL Auschwitz. Szczególnym celem eksterminacji stała się liczna społeczność żydowska. W październiku 1941 roku Niemcy utworzyli w Wieruszowie getto, w którym uwięzili około 3400 Żydów z miasta i okolic. 26 sierpnia 1942 roku nastąpiła jego brutalna likwidacja – niemal wszystkich mieszkańców getta wywieziono do niemieckiego obozu zagłady Auschwitz-Birkenau. Około 86 osób, uznanych za niezdolne do transportu, zamordowano na miejscu, w budynku mykwy. Wyzwolenie miasta nastąpiło w styczniu 1945 roku w ramach operacji wiślańsko-odrzańskiej, w której brały udział jednostki 6. Gwardyjskiego Korpusu Pancernego Armii Czerwonej. W momencie zakończenia okupacji populacja Wieruszowa liczyła zaledwie nieco ponad 2000 osób.
W okresie powojennym, w latach 1955–1975, Wieruszów ponownie stał się miastem powiatowym, co przyczyniło się do jego rozwoju gospodarczego i urbanistycznego. Niestety, w latach 60. XX wieku rozebrano ostatecznie ruiny średniowiecznego zamku, zacierając ważny element historycznego krajobrazu miasta. Odrodzenie samorządu terytorialnego w 1990 roku otworzyło nowy rozdział w jego najnowszej historii.

## Demografia
- Piramida wieku mieszkańców Wieruszowa w 2014 roku[3].

## Transport

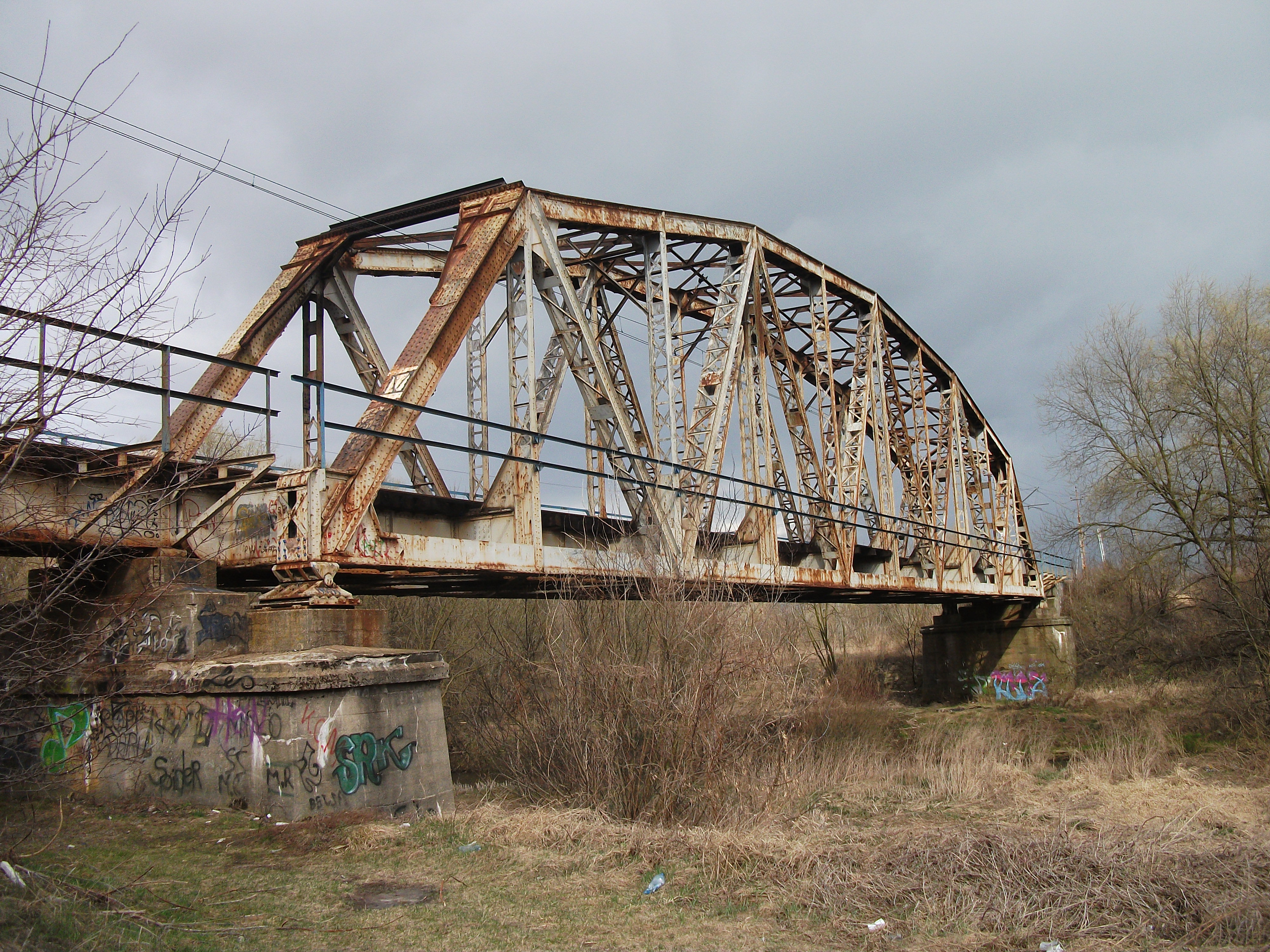
Most w ciągu linii kolejowej nr 181 nad rzeką Prosną w Wieruszowie

Położenie Wieruszowa na historycznych szlakach komunikacyjnych znajduje swoje odzwierciedlenie we współczesnej, dobrze rozwiniętej infrastrukturze transportowej, która stanowi kluczowy element dla gospodarki i życia społecznego regionu.
- Transport drogowy: Strategicznym elementem sieci drogowej jest droga ekspresowa S8, stanowiąca część europejskiej trasy E67. Przebiegając na północny wschód od miasta, z dedykowanym węzłem „Wieruszów”, zapewnia ona szybkie połączenie z aglomeracjami Wrocławia, Łodzi i Warszawy. Uzupełnieniem układu komunikacyjnego są drogi wojewódzkie: nr 450, łącząca Wieruszów z Kaliszem, oraz nr 482, prowadząca w kierunku Sieradza i Dobronia.
- Transport kolejowy: Przez miasto przebiega linia kolejowa nr 181, łącząca Kępno z Wieluniem Dąbrową, która została uruchomiona w 1926 roku. Obsługę pasażerską zapewniają dwa przystanki: Wieruszów oraz Wieruszów Miasto. Infrastruktura kolejowa podlegała w ostatnich latach transformacjom; w lutym 2015 roku rozebrano budynek dworcowy przystanku Wieruszów Miasto, co jest przykładem zmian w zarządzaniu mieniem kolejowym w mniejszych ośrodkach [6].
- Transport publiczny i lotniczy: Komunikację autobusową z sąsiednimi miastami, takimi jak Wieluń, Kalisz czy Ostrów Wielkopolski, realizują regionalni przewoźnicy, w tym PKS oraz firmy prywatne. Dostęp do międzynarodowych połączeń lotniczych zapewniają porty lotnicze we Wrocławiu (ok. 110 km), Łodzi (ok. 120 km) oraz Katowicach-Pyrzowicach (ok. 140 km).

## Sport
Życie sportowe w Wieruszowie ma bogate tradycje, a jego rozwój w XX wieku był ściśle związany z działalnością lokalnych stowarzyszeń i entuzjazmem mieszkańców. Pierwsze zorganizowane formy aktywności sportowej pojawiły się w okresie międzywojennym, kiedy to obok gimnastyki popularyzowanej przez Towarzystwo Gimnastyczne „Sokół”, zaczęła rozwijać się piłka nożna, dając podwaliny pod najstarszy klub w mieście. Okres powojenny przyniósł dywersyfikację dyscyplin, a na mapie sportowej miasta pojawiły się m.in. kajakarstwo, sporty walki, kolarstwo i sporty umysłowe.
- Piłka nożna: WKS Prosna Wieruszów: Najważniejszym klubem sportowym w mieście jest Wieruszowski Klub Sportowy (WKS) Prosna, którego tradycje sięgają 1924 roku, kiedy to powstała drużyna o nazwie „Harcerz-Skaut”. Klub, obchodzący w 2024 roku stulecie istnienia, jest centralnym punktem lokalnej społeczności piłkarskiej. Jego drużyna seniorska występuje w rozgrywkach łódzkiej klasy okręgowej, grupa III (Sieradz). Mecze domowe rozgrywane są na Stadionie Miejskim przy ulicy Sportowej 4. Klub prowadzi również szkolenie w licznych grupach młodzieżowych, odgrywając kluczową rolę w rozwoju sportowym dzieci i młodzieży.
- Sporty walki: Wieruszów jest uznanym w skali kraju ośrodkiem sportów walki. Działają tu kluby odnoszące sukcesy w karate i kickboxingu. Klub Sportowy "Husaria" oraz Wieruszowski Klub Karate Kyokushinkai wychowały liczne grono medalistów zawodów rangi krajowej i międzynarodowej. Do najbardziej utytułowanych zawodniczek należy Marta Gabas, multimedalistka Mistrzostw Polski w karate i kickboxingu, a także medalistka Mistrzostw Europy. Systematyczna praca szkoleniowa przekłada się na stałą obecność reprezentantów Wieruszowa na podiach najważniejszych imprez w różnych kategoriach wiekowych. Miasto z powodzeniem pełni również rolę organizatora, goszcząc m.in. Mistrzostwa Polski Centralnej Polskiej Federacji Kyokushin Karate, co potwierdza jego wysoką pozycję w kraju.
- Kolarstwo i sporty motorowe: W mieście prężnie działa Wieruszowski Klub Kolarski (WKK), który skupia pasjonatów kolarstwa górskiego (MTB) i szosowego. Jego członkowie należą do czołówki polskiej sceny amatorskiej, co potwierdzają regularne sukcesy w najważniejszych ogólnopolskich cyklach maratonów. Zawodnicy WKK wielokrotnie stają na podium, również na najwyższym jego stopniu, w swoich kategoriach wiekowych podczas prestiżowych zawodów, takich jak Bike Maraton i Solid MTB Maraton. Osiągają również czołowe lokaty w klasyfikacjach generalnych całych cyklów, co świadczy o ich wysokiej i stabilnej formie sportowej. Klub aktywnie promuje kolarstwo w regionie, będąc widocznym na wielu arenach sportowych w kraju [10]. Rozwija się również scena sportów motorowych, w tym motocrossu, skupiająca lokalnych pasjonatów.
- Sporty umysłowe i precyzyjne: Wieruszów może poszczycić się wybitnymi osiągnięciami w sportach umysłowych. Szczególne miejsce zajmują szachy korespondencyjne, w których drużyna z Wieruszowa pod kapitanem Wiesławem Niewiadomskim trzykrotnie zdobyła tytuł Drużynowego Mistrza Polski. Sukcesy odnoszą również tenisiści stołowi, których sekcja działa w ramach Gminnego Ośrodka Sportu i Turystyki. W mieście działają także kluby modelarskie, których członkowie z powodzeniem startują w zawodach modeli latających i pływających.
- Tradycje kajakarskie: W latach 80. i 90. XX wieku Wieruszów słynął z prężnie działającej sekcji kajakowej, której zawodnicy odnosili sukcesy na arenie ogólnopolskiej. Choć sekcja ta przez wiele lat pozostawała nieaktywna, w ostatnich latach podejmowane są inicjatywy mające na celu reaktywację tej dyscypliny. Działania te, wspierane przez lokalne stowarzyszenia i samorząd, dążą do ponownego wykorzystania potencjału rekreacyjnego rzeki Prosny i nawiązania do bogatych tradycji.
- Infrastruktura sportowa: Miasto dysponuje nowoczesną bazą do uprawiania sportu i rekreacji. Kluczowym obiektem jest kompleks „Orlik 2012”, w skład którego wchodzi boisko piłkarskie ze sztuczną nawierzchnią oraz boisko wielofunkcyjne. Ponadto na terenie miasta znajdują się cztery inne boiska wielofunkcyjne o bezpiecznej nawierzchni tartanowej, umożliwiające grę w koszykówkę, siatkówkę i tenisa. Infrastruktura ta jest intensywnie wykorzystywana przez szkoły oraz mieszkańców.
- Znani sportowcy i sukcesy: Z Wieruszowa i okolic pochodzi wielu sportowców, którzy osiągnęli sukcesy na arenach krajowych i międzynarodowych. Do najbardziej utytułowanych należą:
  - Andrzej Kuch (lekkoatletyka) – urodzony w Wieruszowie, specjalizujący się w skoku w dal. Wielokrotny medalista Mistrzostw Polski seniorów (zarówno na stadionie, jak i w hali), w tym dwukrotny Mistrz Polski na otwartym stadionie (2021, 2023). Jego rekord życiowy przekracza granicę 8 metrów.
  - Rafał Kurzawa (piłka nożna) – pomocnik, reprezentant Polski i uczestnik Mistrzostw Świata w Piłce Nożnej 2018 w Rosji.
  - Marcin Kowalczyk (piłka nożna) – były obrońca, wielokrotny reprezentant Polski.
  - Wiesław Niewiadomski (szachy korespondencyjne) – Mistrz Międzynarodowy ICCF, kapitan drużyny, która trzykrotnie zdobyła złoty medal Drużynowych Mistrzostw Polski.
  - Liczne grono medalistów Mistrzostw Polski i Europy w karate i kickboxingu, reprezentujących lokalne kluby, co potwierdza status miasta jako silnego ośrodka sportów walki.
  - Czołowi zawodnicy Wieruszowskiego Klubu Kolarskiego, regularnie stający na podium najważniejszych maratonów MTB w Polsce i odnoszący sukcesy w klasyfikacjach generalnych ogólnopolskich cyklów wyścigów.

## Wspólnoty wyznaniowe

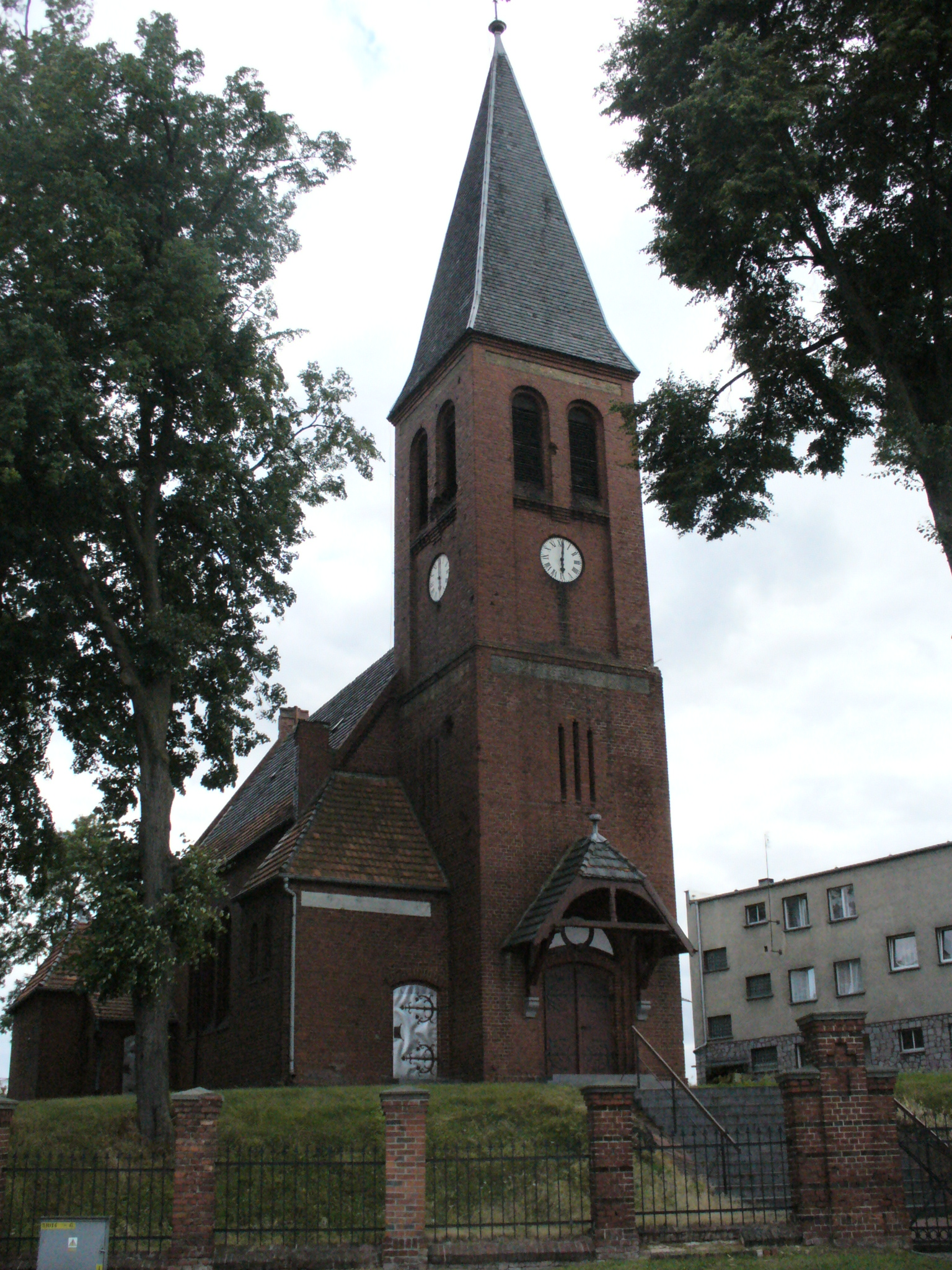
Kościół Ewangelicki w Wieruszowie (Podzamczu)

Na terenie miasta działalność religijną prowadzą następujące Kościoły i związki wyznaniowe:
- Kościół rzymskokatolicki:
  - parafia Nawiedzenia Najświętszej Maryi Panny
  - parafia św. Stanisława i Matki Bożej Częstochowskiej
  - parafia Zesłania Ducha Świętego
- Świadkowie Jehowy:
  - zbór Wieruszów (Sala Królestwa ul. Aleja Solidarności 9)[4].
- Kościół Ewangelicko-Augsburski:
  - filia parafii w Kępnie

## Ludzie związani z Wieruszowem

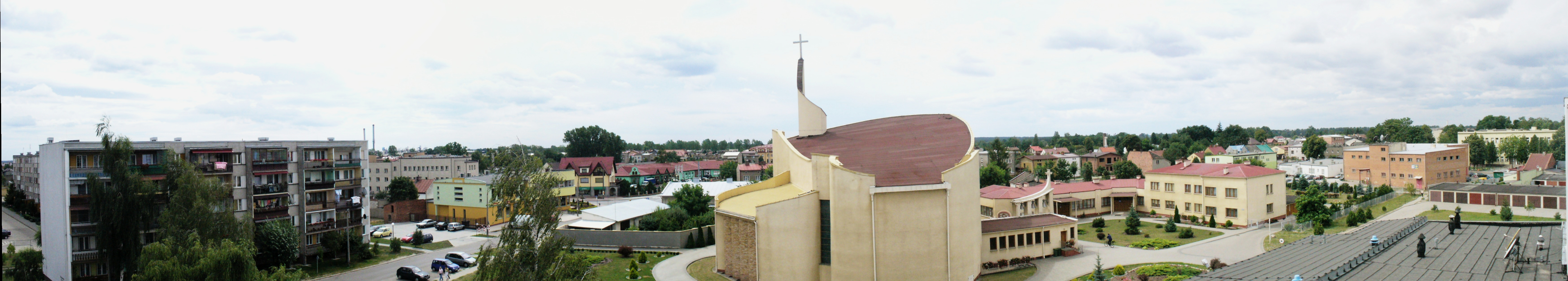
Panorama Wieruszowa